# Janek Liebetruth

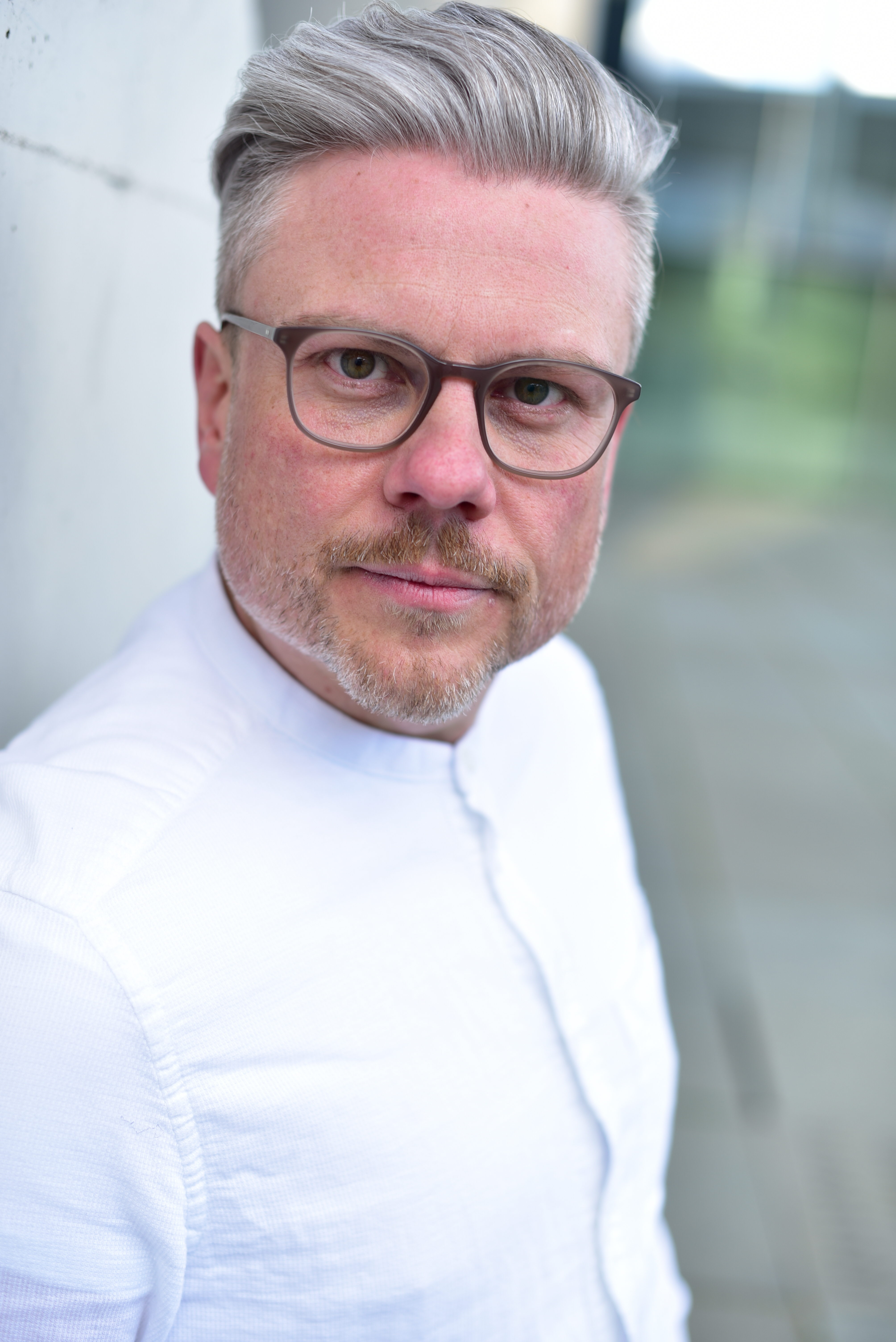
Janek Liebetruth in Berlin (2020)

Janek Liebetruth (* 1980 in Wernigerode) ist ein deutscher Theaterregisseur.

## Leben
Liebetruth wuchs in Benneckenstein im Harz auf. Dort stand er als Kind mit der Trachtengruppe auf der Waldbühne. An der Universität Potsdam und der Freien Universität Berlin studierte er Theaterwissenschaft, Medienwissenschaft und Amerikanistik. Das Studienjahr 2004/05 verbrachte er in den Vereinigten Staaten am Augustana College im Bundesstaat South Dakota. Dort entdeckte er die Theaterarbeit für sich und initiierte die „Bühnenkunst Theatre Company“, deren Künstlerischer Leiter er war. Sie produzierte seine Debütinszenierung „Spring Awakening“. 2008 schloss er das Studium in Potsdam mit einer Magisterarbeit über die Gründung eines professionellen Theaters im Mittleren Westen der USA ab, die er im selben Jahr unter dem Titel Be moved, be bold, be theatre – Starting A Professional Theatre Company in Rural America veröffentlichte.
Von 2007 bis 2009 arbeitete er am Hans Otto Theater in Potsdam, anfangs als Hospitant, später mit Uwe Eric Laufenberg als Regieassistent. Mit der Bühneninszenierung „Tropfen auf heiße Steine“ mit Jan Krauter, Jens Winterstein und Eléna Weiß erst drei Jahre nach Rainer Werner Fassbinders frühem Tod gab er in der Spielzeit 2011/2012 am Schauspiel Stuttgart sein Regiedebüt. Die Premiere erfolgte am 6. Juni 2012. Noch in derselben Spielzeit inszenierte er die Komödie „Adam und Eva“ von Peter Hacks. Seine nächste Inszenierung führte ihn ans Deutsche Nationaltheater Weimar, wo er 2014 „Die neuen Leiden des jungen W.“ von Ulrich Plenzdorf zur Premiere brachte. Für das Nordharzer Städtebundtheater realisierte er in der Spielzeit 2018/2019 Holger Schobers „Clyde und Bonnie“ und in der Spielzeit 2019/2020 William Shakespeares Tragödie „Hamlet“.
Von 2014 bis 2020 war Liebetruth Vorsitzender des von ihm mitgegründeten Vereins Kulturrevier Harz e.V. und bis 2021 gleichzeitig Künstlerischer Leiter des ebenfalls von ihm 2014 konzipierten Festivals „Theaternatur“ auf der Waldbühne Benneckenstein, die dadurch erhalten werden konnte. Den Anstoß zum Einsatz für die 1950 errichtete Freilichtbühne hatte seine Mutter Christel Liebetruth gegeben, die sich als Oberharzer Stadträtin politisch für die örtlichen Belange engagierte. Seit Oktober 2017 engagiert er sich als Vorstandsvorsitzender des Landeszentrums Freies Theater Sachsen-Anhalt e.V. (LanZe).
2022 kehrte er in seine Geburtsstadt Wernigerode zurück mit dem Ein-Mann-Theaterstück „Die vorletzten Tage der Menschheit“ über künstliche Intelligenz, das im August 2022 im Konzerthaus Liebfrauen uraufgeführt wurde.

## Inszenierungen
(Quelle: )

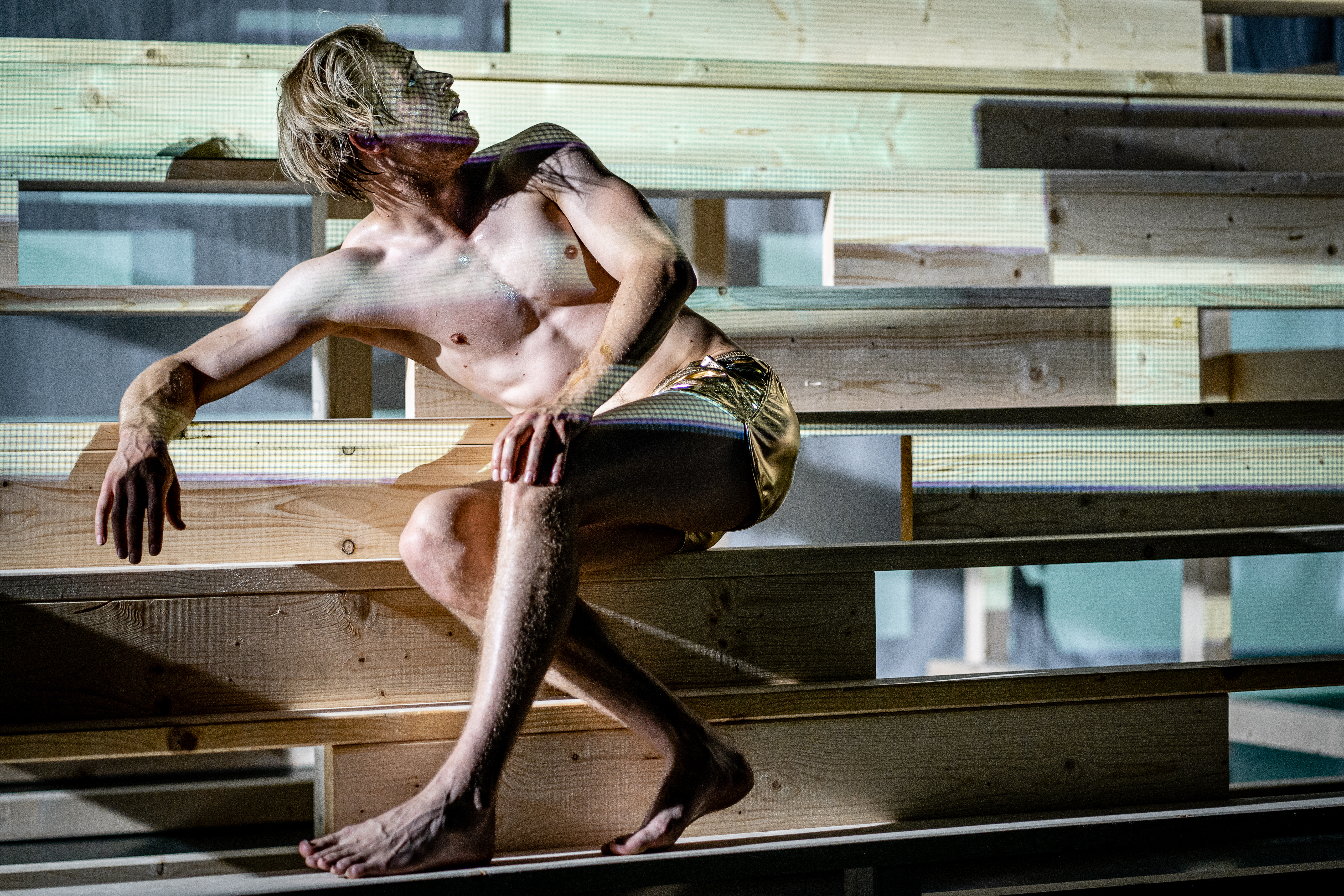
Die vorletzten Tage der Menschheit (2022) mit Karl Schaper

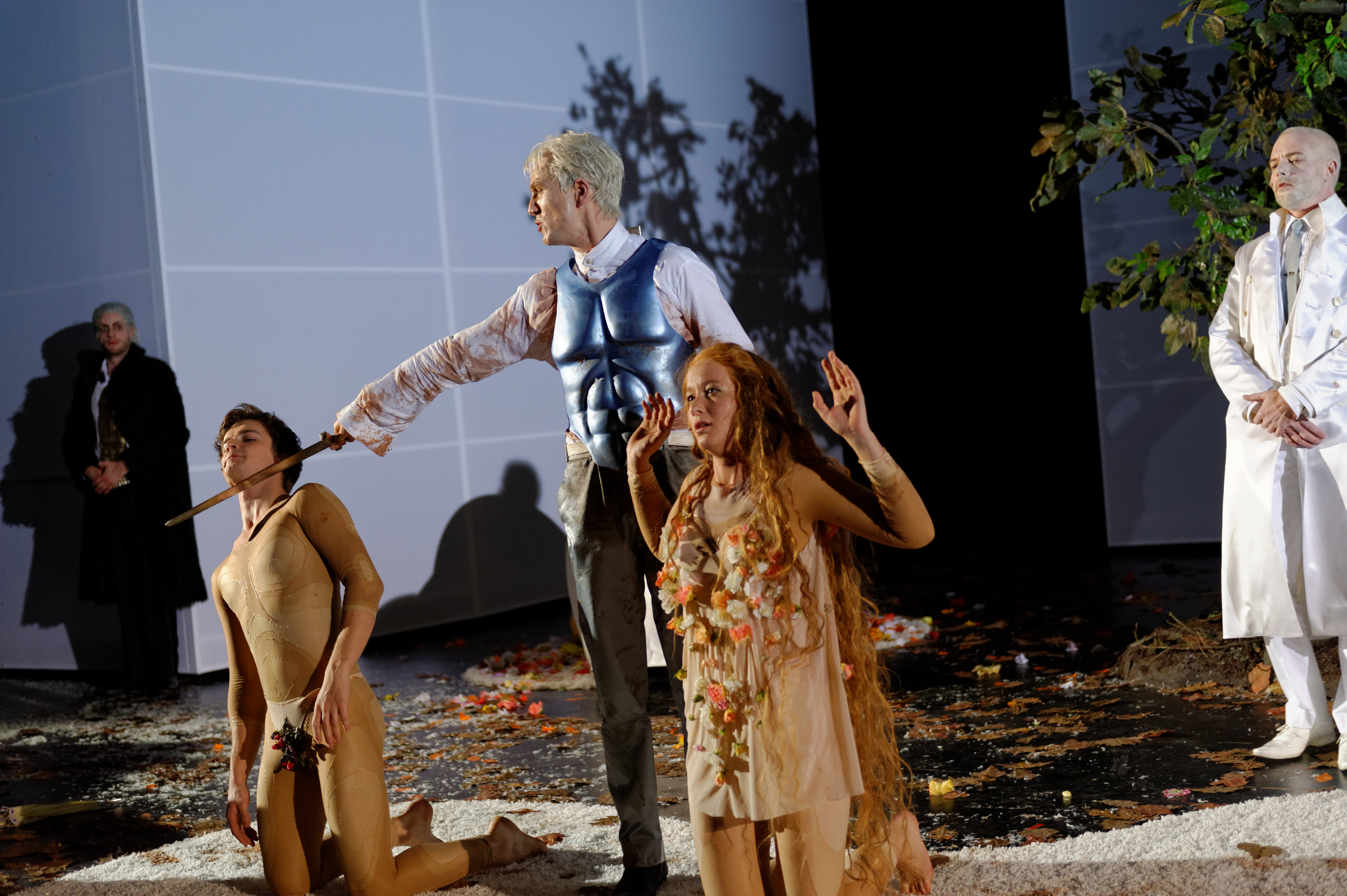
Adam und Eva (2012) mit Jan Krauter, Fridolin Sandmeyer

- Die vorletzten Tage der Menschheit (Uraufführung) von Sören Hornung. Konzerthaus Liebfrauen Wernigerode. (Premiere 12. August 2022)
- Es ist noch nicht so weit (Uraufführung) von Sören Hornung. Waldbühne Benneckenstein (Premiere 8. August 2020)
- Hamlet von William Shakespeare. Nordharzer Städtebundtheater, Quedlinburg (Premiere 12. Oktober 2019)
- Die Legende von Sorge und Elend (Uraufführung) von Sören Hornung. Waldbühne Benneckenstein (Premiere 5. August 2019)
- Der Sturm von William Shakespeare. Waldbühne Benneckenstein (Premiere 5. August 2018)
- Nichts Schöneres von Oliver Bukowski. Waldbühne Benneckenstein (Premiere 4. August 2018)
- Clyde und Bonnie von Holger Schober. Nordharzer Städtebundtheater, Quedlinburg (Premiere 25. Januar 2018)
- Hexenjagd von Arthur Miller. Waldbühne Benneckenstein (Premiere 5. August 2017)
- Die Räuber von Friedrich Schiller. Waldbühne Benneckenstein (Premiere 5. August 2016)
- Der Besuch der alten Dame von Friedrich Dürrenmatt. Waldbühne Benneckenstein (Premiere 8. August 2015)
- Die neuen Leiden des jungen W. von Ulrich Plenzdorf. Deutsches Nationaltheater Weimar und Stellwerk Weimar. (Premiere 29. April 2014)
- Adam und Eva von Peter Hacks. Schauspiel Stuttgart. (Premiere 31. Dezember 2012)
- Tropfen auf heiße Steine von Rainer Werner Fassbinder. Staatstheater Stuttgart (Schauspiel). (Premiere 6. Juni 2012)
- Frühlingserwachen von Frank Wedekind. Bühnenkunst Theatre Company. Sioux Falls, SD. (Premiere 10. Juli 2008)

## Veröffentlichungen
- Be moved, be bold, be theatre – Starting A Professional Theatre Company in Rural America. Grin Verlag, 2008, ISBN 978-3-640-23169-0 (englisch, Magisterarbeit).